# Andrew Coats
Andrew Coats é um cineasta e animador americano da Pixar. Como reconhecimento, foi nomeado ao Oscar 2017 na categoria de Melhor Animação em Curta-metragem por Borrowed Time.